# Казки міста
«Казки міста» (англ. Tales of the City) — серія з десяти романів, написаних американським письменником Армістедом Мопіном з 1978 по 2024 рік, у яких розповідається про життя групи друзів у Сан-Франциско, багато з яких є ЛГБТ. До своєї новелізації історії з «Казок» спочатку були опубліковані в періодичних видання, причому перші чотири з'являлися як регулярні частини в «San Francisco Chronicle», а п'ята — в «San Francisco Examiner». Решта історій одразу були написані як романи.
«Казки міста» порівнюють із подібними «романами з продовженням», які публікувалися в інших міських газетах, таких як «The Serial» (1976; округ Марін), «Tangled Lives» (Бостон), «Bagtime» (Чикаго) та «Federal Triangle» (Вашингтон).
Персонажі з серії «Казки міста» з'являлися в ролях другого плану в пізніших романах Мопіна «Maybe the Moon» і «The Night Listener».

## Назви в серії
- Казки міста (англ. Tales of the City, 1978)
- Більше казок міста (англ. More Tales of the City, 1980)
- Подальші історії міста (англ. Further Tales of the City, 1982)
- Дитячі торти (англ. Babycakes, 1984)
- Важливі інші (англ. Significant Others, 1987)
- Впевнений у вас (англ. Sure of You, 1989)
- Майкл Толлівер живий (англ. Michael Tolliver Lives, 2007)
- Мері Енн восени (англ. Mary Ann in Autumn, 2010)
- Дні Анни Мадригал (англ. The Days of Anna Madrigal, 2014)
- Мона з маєтку (англ. Mona of the Manor, 2024)

## Телевізійні адаптації
Перша книга була перетворена на телевізійний мінісеріал 1993 року, створений Channel 4 у Великій Британії та показаний PBS у США наступного року. Showtime адаптував другу і третю частини в 1998 і 2001 роках відповідно; у всіх знялися Лаура Лінні в ролі Мері Енн Сінглтон, Олімпія Дукакіс в ролі Анни Мадригал і Барбара Гаррік в ролі ДеДе Галкіон-Дей.
У 2019 році Netflix створив продовження мінісеріалу. Лаура Лінні, Олімпія Дукакіс, Пол Гросс і Барбара Гаррік повторили свої ролі. Лінні та Мопін були виконавчими продюсерами, Алан Пол став режисером, а Майкл Каннінгем написав сценарій першого епізоду. Хоча цей серіал із 10 епізодів не є прямою адаптацією жодного з романів Мопіна, як перші три мінісеріали, цей 10-серійний телефільм бере основних персонажів разом із певними персонажами та елементами з пізніших романів Мопіна та вплітає їх у нову історію, яка відбувається переважно в сьогоднішній день.